# 静岡県立静岡北特別支援学校
静岡県立静岡北特別支援学校（しずおかけんりつ しずおかきたとくべつしえんがっこう）は、静岡県静岡市にある県立知的障害特別支援学校。

## 概要
所在地は、
- 本校：静岡県静岡市葵区漆山796
- 安倍分教室：静岡市葵区慈悲尾180
- 南の丘分校：静岡市駿河区有東三丁目4-17（駿河総合高等学校に併設）

本校の周辺には、静岡県立中央特別支援学校、静岡県立こども病院、静岡てんかん・神経医療センターが隣接している。

## 歴史

### 本校
- 1974年（昭和49年）4月1日 ‐ 静岡県立静岡城北高等学校内に開校
- 1974年（昭和49年）4月6日 ‐ 静岡市瀬名2667‐1（旧静岡市立西奈中学校）の仮校舎へ移転
- 1974年（昭和49年）8月30日 ‐ 現在地に移転完了
- 1979年（昭和54年）4月1日 ‐ 東遠分教室、駿遠分教室を設置
- 1981年（昭和56年）4月1日 ‐ 安倍分教室を設置
- 1990年（平成2年）4月1日 ‐ 東遠分教室を袋井養護学校に、駿遠分教室を藤枝養護学校に移管
- 2001年（平成13年）4月1日 ‐ 清水分校を設置
- 2004年（平成16年）4月7日 ‐ 南の丘分校を静岡南高等学校内に設置
- 2008年（平成20年）4月1日 ‐ 学校名を「静岡県立静岡北特別支援学校」に変更
- 2010年（平成22年）4月1日 ‐ 清水分校が独立し「静岡県立清水特別支援学校」となる
- 2013年（平成25年）4月1日 ‐ 南の丘分校が新設された駿河総合高等学校内に移転

### 安倍分教室
- 1960年（昭和35年）5月 ‐ 静岡市立服織小学校と服織中学校の特殊学級として開設
- 1981年（昭和56年）4月1日 ‐ 静岡県立静岡北養護学校の安倍分教室となる
- 2014年（平成26年）3月31日- 安倍分教室閉校[1]

## 設置学部
- 小学部
- 中学部
- 高等部